# Stadion Miejski (Swarzędz)
Het Stadion Miejski is een multifunctioneel stadion in Swarzędz, een plaats in Polen. In het stadion is plaats voor 15.00 toeschouwers. Het stadion werd gerenoveerd tussen 2004 en 2005.
Het stadion wordt vooral gebruikt voor voetbalwedstrijden, de voetbalclub Unia Swarzędz maakt gebruik van dit stadion. Het stadion werd ook gebruikt voor het Europees kampioenschap voetbal mannen onder 19 van 2006. Er werden twee groepswedstrijden gespeeld.